# Histoire de l'Associated Press
L'Histoire de l'Associated Press, la plus ancienne des agences de presse encore existantes, a été marquée par les efforts pour tisser un réseau associant de grands journaux sur tout le territoire des États-Unis, puis pour résister d'abord à la concurrence d'entreprises américaines puis à celle du géant britannique Reuters.

## LeXIXesiècle

### Les prémices: la multiplication des «Pony Express»
Pour rapporter les nouvelles de la guerre américano-mexicaine (1846-1848), plusieurs quotidiens s'associent, à plusieurs reprises, pour financer un Pony Express : des cavaliers se relayant fréquemment, au départ de La Nouvelle-Orléans, jusqu'en Caroline, d'où les nouvelles sont télégraphiées. Mais selon les historiens, l'AP n'existe pas encore et sa création ne sera pas motivée par la guerre américano-mexicaine. Rivaux, les journaux new-yorkais sont le plus souvent alliés à ceux d'autres villes, dans ces entreprises, en général concurrentes. De plus, le lien télégraphique entre Washington et New York, ouvert en 1846, est cher et de mauvaise qualité, limitant l'utilité de ces Pony Express, mis en œuvre seulement par les journaux les plus agressifs sur le plan commercial.
Prélude à la guerre, la découverte de négociations secrètes entre les États-Unis et le Mexique, en décembre 1845, suscite la mise en place d'un Pony Express par le Journal of Commerce et le New Orleans Crescent City. En mai 1846, le message de John Tyler annonçant la Guerre américano-mexicaine est amené de La Nouvelle-Orléans jusqu'en Caroline du Sud par le Baltimore Sun, allié avec le Philadelphia Public Ledger pour affréter 60 cavaliers d'un autre Pony Express. Un système concurrent a été déployé par le New-York Sun et le Charleston Courrier d'Aaron Smith Willington. Le 29 mars 1847, Arunah Shepherdson Abell et son Baltimore Sun sont de nouveau les premiers à révéler un événement important de la guerre, la fin du siège de Veracruz.
Bien avant cet épisode ponctuel, des Pony Express plus réguliers existaient déjà, créés entre New York et Philadelphie par Gerard Hallock en 1833 et entre New York et Albany par James Gordon Bennett, du New York Herald, en 1840. Mais surtout, les nouvelles de l'Europe sont encore plus demandées que celles de l'Amérique, depuis le début du siècle.

### La soif de scoops en provenance d'Europe
Entre 1820 et 1860, les journaux américains se convertissent à l'actualité: la part des nouvelles publiées moins d'une semaine après l'événement, passe de 45 % à 76 % dans leurs colonnes. Celles datant de plus d'un mois revient de 28 % à seulement 8 %. L'information récente prend de la valeur. Le New York Gazette de John Lang fut le premier à aller à la rencontre des navires en provenance de l'Europe, pour se procurer des nouvelles avant les autres journaux. Il est imité à Boston par Samuel Topliff et Henry Ingraham Blake. En Caroline du Sud, Aaron Smith Willington révèle par le même procédé la fin de la Guerre de 1812, mais via Cuba et la Floride. En 1828, Gerard Hallock, Arthur Tappan et Samuel Morse, fondateurs du Journal of Commerce, embauchent Samuel Topliff pour faire de même à New York. Dans les années 1830, James Watson Webb dépense près de 130 000 dollars pour son propre schooner qui va à la rencontre des paquebots arrivant à New York. Le Journal of Commerce rachète la liste d'abonnés du New York Gazette, en 1840, l'année qui voit la Cunard instaurer une ligne régulière. Il s'agit encore principalement d'avoir la primeur pour les informations commerciales.
Le 4 juillet 1846, chaque journal new-yorkais donne sa propre version de l'arrivée d'un paquebot, juste après l'ouverture du 1er lien télégraphique Boston-New York (27 juin 1846). Mais l'arrivée suivante, celle du paquebot Cambria, le 18 juillet, a droit au même compte rendu dans trois journaux. Moses Yale Beach, à la fois propriétaire Daily Times de Boston et du New York Sun, a organisé le partage des informations, pour économiser sur les coûts du télégraphe.
Les arrivées de paquebots se font plus fréquentes à partir de janvier 1848. L'impact du Krach de 1847 commence à se faire sentir aux États-Unis. Le début du Printemps des peuples européen stimule la concurrence entre patrons de presse new-yorkais. Pour couvrir les événements de Paris, le New York Tribune d'Horace Greeley recrute Heinrich Börnstein et sa Correspondance française, déjà sollicité par le Deutsche Schnellpost germanophone de New York. Charles Anderson Dana, en tournée en Europe, lui versera un paiement en or. Le 19 mars 1848, le New York Herald consacre lui aussi sa « Une » aux événements de Paris. Il publie le calendrier des départs de paquebots prévus, car « tout le pays attend avec une extrême impatience les prochaines nouvelles d'Europe », pour trouver « une solution au grand problème » de la démocratie. C'est au contraire une dissémination des révolutions qui est annoncée par les journaux européens arrivés par le paquebot suivant, le Caledonia. Le New York Herald la commente sur 7 colonnes, dont 4 consacrée à Paris, où « trois jours de révolution ont fait plus que trois siècles de changement ». Henry Jarvis Raymond, futur fondateur du New York Times, embauche un envoyé spécial à Londres dès juin 1848. James Gordon Bennett a juste après le sien. En octobre 1848, Henry Jarvis Raymond recrute aussi un journaliste à Liverpool pour gagner du temps. Les lecteurs veulent aussi comprendre ces événements. Le télégraphe est cher, il faut partager son coût.

### Les débuts à New York
Les premiers documents témoignant de l'existence d'une coopérative des journaux de New York sont des échanges de lettres des 13, 15 et 18 mai 1848, entre les directeurs de cinq journaux membres et la Magnetic Telegraph company, qui relie New York à Boston. Les échanges portent sur l'achat commun, pour 20 000 dollars, d'un bateau à vapeur rapide tout neuf, le Buena Vista. À cette époque, les paquebots d'Europe font tous une première escale à Halifax, (Nouvelle-Écosse), seul grand port canadien libre de glaces l'hiver. Le Buena Vista les interceptera avant leur arrivée à Halifax, pour amener rapidement à Boston les nouvelles toutes fraiches, vite télégraphiées à New York. Les cinq associés de la coopérative prendront ainsi une journée d'avance sur leurs concurrents. Dès le 8 mai, le New York Sun s'attribue le mérite de l'opération « Buena Vista », dans ses propres colonnes, mais il est rectifié le lendemain par le New York Herald.
Quelques mois après, la ligne de télégraphe est prolongée jusqu'à Saint-Jean (Nouveau-Brunswick): le Buena Vista aura juste à traverser le bras de mer entre cette ville et Digby, en Nouvelle-Ecosse, à l'arrivée d'un Pony Express entre Digby et Halifax. Les cinq journaux tombent d'accord en janvier 1849, pour former la Harbor News Association, qui achète aussi un autre bateau, le News Boy, pour opérer dans le port de New York. Malgré un enneigement exceptionnel et la glace isolant Digby, les cinq associés réussissent le 24 février 1849 la première livraison du Pony express de Nouvelle-Écosse, rapportée en « Une » du Whig and Courrier, quotidien de Bangor (Maine). Ils ont battu de deux heures la compagnie de télégraphe du député F.O.J. Smith pour livrer les nouvelles du paquebot Europa, arrivé à Halifax. Le New-York Tribune se joint en 1849 à eux. L'AP des débuts ne regroupe qu'une partie des journaux new yorkais : les accusations de monopole ne viendront qu'au siècle suivant. The New York Times devient membre à son tour, dès sa création en 1851. 
| Journal        | The Sun | New York Herald | New-York Tribune | The Express | Courier and Enquirer | Journal of Commerce |
| Tirage en 1850 | 55 000  | 32 640          | 19 480           | 10 700      | 5 200                | 4 800               |

Après six années d'existence, l'association ne couvre encore qu'une petite partie de ses dépenses par des ventes de nouvelles à des non-membres. Mais les membres font des économies sur les coûts de télégraphe et réclament des tarifs spéciaux. Ils sont d'ailleurs mal vus par les opérateurs, qui préféreraient que chaque journal envoie ses propres télégrammes, pour avoir plus de trafic. En octobre 1856, l'association est rebaptisée « General News Association of the City of New York », puis New York Associated Press (NYAP).

### Trois autres agences de presse déjà présentes aux États-Unis

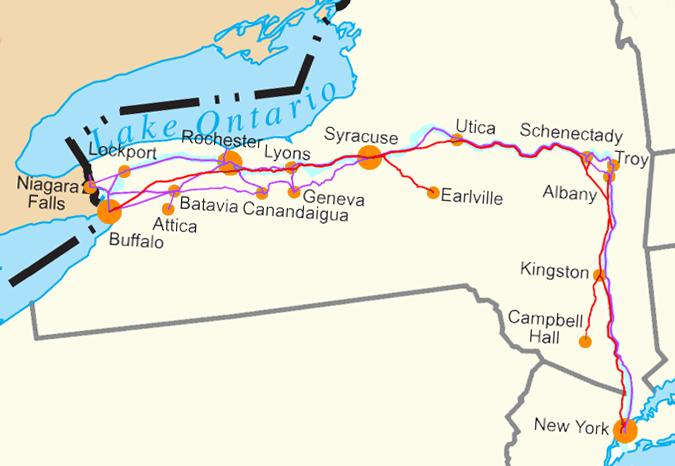
Sur la partie occidentale du tracé du canal Erié, entre Albany et Buffalo, les journaux se sont associés dès 1846 pour mutualiser le coût de la collecte et du transport des nouvelles.

Les recherches des historiens ont établi qu'il existait plusieurs autres agences de presse aux États-Unis au moment de la création de la New York Associated Press. La plus ancienne, la New-York State Associated Press, est née en 1846 en réunissant les quotidiens de la partie ouest du canal Érié, au moment où Buffalo puis Chicago deviennent des grands ports d'exportation des céréales reliant les Grands Lacs à l'Europe, via New York, sur fond de graves pénuries alimentaires en France et Irlande, qui déclenchent l'abrogation des Corn Laws britanniques.
Elle ne se fondra qu'en 1897 dans l'Associated Press aura jusqu'aux années 1860 son siège à Utica (New York) où une ligne télégraphique venant de New York arrive le 3 février 1846, permettant la publication de nouvelles récentes dans l'"Utica Gazette". Dès le lendemain, quatre journaux plus à l'ouest lui demandent de les partager par le train et le 7 mars, la New-York State Associated Press regroupe huit journaux sur les quinze situés à l'ouest de la route fluviale de Rochester et Syracuse, jusqu'à Buffalo. Lors d'une réunion en juin, ils embauchent pour 15 dollars par semaine George M. Snow, qui couvrait Wall Street pour le New York Tribune depuis cinq ans un journaliste du New York Tribune pour leur résumer l'actualité. L'association doit payer chaque semaine six fois ce salaire à la compagnie de télégraphe, 50 % de plus que le tarif espéré, la ligne étant achevée dès l'été 1846. Elle obtient en échange une qualité de service moins mauvaise que sur les autres lignes américaines. Un tiers des nouvelles reçues concerne les marchés financiers ou de marchandises. Dès novembre 1846, l'un des journaux membres, l'Albany Argus, se plaint d'avoir reçu par le train de Boston un numéro de l'"European Times" d'Edward Wilmer comportant des cours des céréales européennes exagérés, différents de ceux reçus par le train précédent.
L'association comptera 19 journaux membres en août 1848, deux ans après sa création et utilisera ensuite les services d'une agence spécialisée dans les infos commerciales: Abott et Winnan, créée par Francis Asbury Abott. Il est associé à Elias P. Winnan, né à New York en 1824, qui travaille d'abord pendant cinq ans dans une maison d'importation française. Alliée aux propriétaires des brevets Morse sur le télégraphe, qui l'hébergent à New York, Abott et Winnan fournit des informations à la moitié des journaux américains en 1852. C'est même la totalité sur certaines lignes de télégraphe. Mais Abott et Winnan disparait en 1855. La compagnie de télégraphe qui la soutenait, détentrice d'un brevet Morse, est battue par celles qui deviendront la Western Union, et qui ont fait alliance avec les grands quotidiens new-yorkais. Le « New York Télégraph Act de 1848 » a entre-temps affaibli les brevets Morse et stimulé la compétition entre fournisseurs de télégraphie. Abott et Winnan critique les quotidiens new-yorkais, qui eux-mêmes se plaignent des services des compagnies de télégraphe détenant les brevets Morse. Cette opposition entre fournisseurs de télégraphie et journaux, les seconds reprochant aux premiers la faiblesse de leurs prestations, tant en matière de transmission que de contenu, se retrouvera en Angleterre, où elle débouchera sur la création d'une première version de la Press Association en 1849.
L'autre agence d'information américaine des années 1840 est E. S. Dyer, basée à Boston. Elle rachètera l'agence de presse créée par F.O.J. Smith à Halifax pour concurrence l'AP de New York, tandis qu'une Boston Associated press est par ailleurs créée en février 1848, là aussi sur fond de contentieux entre éditeurs de journaux et sociétés de télégraphe.
Dans son édition du 26 janvier 1850, le Boston Daily Mail s'emporte contre F.O.J. Smith: « non content de contrôler le télégraphe de Boston à Portland, il veut aussi le faire jusqu'à Halifax, et placer des créatures à sa solde dans le domaine des nouvelles ». « Les vexations endurées par Associated Press ont été aggravées par les dissensions entre les détenteurs de brevets Morse et la presse », racontera en 1852, le premier dirigeant de l'AP de New York. F.O.J. Smith refuse de louer sa ligne de télégraphe entre Portland entre Boston, forçant l'AP à affréter des trains spéciaux prioritaires, composés seulement d'une locomotive. Entre Boston et New York, une seconde ligne de télégraphe, avec les brevets Bain, a établi une concurrence permettant de contourner l'opposition de F.O.J. Smith. Elle est ensuite prolongée jusqu'à Portland, pour ne plus avoir à recourir à ces trains spéciaux.
Dans un télégramme daté de Portland, le 21 décembre 1849, F.O.J. Smith exigeait que l'AP de New York mette fin aux fonctions à Halifax de Daniel H. Craig, qu'il accuse de continuer à utiliser des pigeons voyageurs, au bénéfice de seulement certains clients. La réponse vient le 24 janvier 1850, dans une lettre commune des dirigeants de l'AP de New York, qui soulignent avoir dépensé 50 000 dollars en deux ans pour recevoir les dernières informations d'Europe et affirment qu'ils n'hésiteront pas à dépenser à nouveau la même somme au cours des deux prochaines années. Ils se prévalent au passage du soutien de l'AP de Boston, la ville de F.O.J. Smith. Daniel H. Craig sera non seulement maintenu à mais deviendra en 1851 le directeur général de l'AP de New York.

### La couverture incomplète et biaisée de la guerre de Sécession par l'AP de New York
Avec la guerre de Sécession, le monde entier a les yeux fixés sur la New York Associated Press, même si le câble transatlantique ouvert en 1858 n'a fonctionné que vingt jours. Reuters noue en 1862 un accord avec elle, officialisant trois ans de travail en commun, pour recevoir 2000 mots par semaine, payés par un forfait de cent dollars. Pour la première fois, la New York Associated Press doit travailler aussi massivement pour des journaux américains non-membres. Le chiffre d'affaires hors de l'association quintuple, passant de 10 000 dollars à 54 000 dollars entre 1854 et 1862, mais c'est toujours seulement la moitié des dépenses. Les journaux membres préfèrent couvrir la guerre pour leur propre compte : le New York Herald envoie 63 reporters alors que la NYAP n'en a qu'une dizaine sur le terrain. Sa couverture est jugée incomplète et partiale, en faveur des armées du Nord et récupère le marché des commandes aux Journal officiel de Washington, chargé de diffuser les avis officiels et les annonces. Son image souffre rapidement de la censure qui lui est imposée dès juillet 1861, pendant une journée, sur la véritable issue de la première bataille de Bull Run. La New York Associated Press avait annoncé à tort, trop tôt, la victoire des armées du Nord, finalement battues. Les quotidiens de Washington ne l'ayant pas annoncée, la fausse victoire avait été prise à Wall Street pour une manipulation boursière.
En janvier février et 1862, des auditions sont organisées au congrès par les républicains radicaux, pour dénoncer la censure de guerre. Les correspondants de guerre de 9 journaux témoignent. Dans son rapport, étayé par 800 pages de comptes rendus manuscrits, la commission du Congrès écrit que la censure a été très loin et que l'AP s'est comporté en porte-parole du gouvernement, via son correspondant de guerre Lawrence Gobright. Face au discrédit, les reporters de l'AP envoyés au front utilisent la signature anonyme « de l'agent de l'Associated Press ». En 1863, Daniel H. Craig tente de créer sa propre agence, ce qui déclenche son éviction de la NYAP. Et la presse multiplie ses propres envoyés spéciaux sur le terrain. George Smalley, du New York Tribune, devient par exemple célèbre pour sa couverture rigoureuse de la bataille d'Antietam, la première à se tenir au Nord, en septembre 1862. Elle est gagnée par le Nord mais rapidement suivie par sa défaite écrasante à la bataille de Fredericksburg. Le tirage du New York Tribune culmine à 200 000 exemplaires en 1865, puis retombe à 70 000 dans les années 1870. Lors des guerres qui suivent en Europe, les grands quotidiens américains font de leurs envoyés spéciaux de nouvelles stars.

### En pleine guerre de Sécession, la création d'une autre AP, à Chicago
Pendant la guerre de Sécession, les clients de la New York Associated Press sont confrontés à des gros problèmes de fiabilité. Le 17 mai 1864, un éditeur du Brooklyn Eagle, et un de ses reporters se réunissent dans une maison de Brooklyn afin de fabriquer une fausse dépêche pour manipuler le marché de l'or, annonçant de fausses informations militaires, comme la levée par Lincoln de 400 000 soldats supplémentaires. Puis ils parcourent Manhattan de nuit pour la livrer à chacun des six quotidiens fondateurs de la coopérative vers trois heures du matin. L'information sera reprise par seulement trois journaux. Le NY Sun a déjà envoyé sa dernière édition à l'imprimerie et le NY Times ne reconnait pas l'écriture manuscrite de la dépêche: il télégraphie au siège de la NYAP où on lui répond immédiatement qu'il s'agit d'un faux. Le NY Herald, pour sa part, fait détruire immédiatement les 25 000 exemplaires imprimés avec la fausse information. En Europe elle n'est pas reprise non plus. Reuters a ses propres envoyés aux États-Unis, James Mc Lean et James Heckscher, pour lui transmettre par bateau des synthèses de la presse et enquêter un peu.
Les quotidiens du Midwest sont très déçus par l’insuffisance, en qualité comme en quantité, des nouvelles reçues du front militaire, où vivent beaucoup de leurs lecteurs. Ils créent en 1862 leur propre association: la Western Associated Press (WAP), basée à Chicago, au cœur des régions en pleine croissance. Entre 1840 et 1860, sur les sept états de la frontière, le nombre de quotidiens est passé de 32 à 103.
En février 1864, six quotidiens, Cincinnati Commercial, Rochester Democrat, Missouri Democrat, Boston Advertiser, Springfield Republican et Chicago Tribune font appel à trois reporters, Horace White, correspondant à Chicago de la NYAP, Adam Hill, du Cincinnati Commercial, et Henry Villard, l'homme qui couvre le président Abraham Lincoln pour le New York Tribune, et qui fondé une petite "Independant Newsroom"
. En 1865, la Western Associated Press installe ses propres agents à New York, qui veillent à ce que toutes les nouvelles de la côte est soient bien transmises vers l'Ouest. Quatre ans plus tard, pour se procurer aussi des nouvelles d'Europe, elle passe un accord bilatéral avec l'Agence Continentale allemande, mais dont la durée ne dépassera pas un an. La New York Associated Press revient dans l'alliance mondiale en janvier 1870 après s'être profondément remise en question.
Son fournisseur de télégraphie, la Western Union sort renforcée de la guerre car elle obtient au cours des années 1860 un monopole sur les infos commerciales en échange de l'abandon des informations de presse. Son président William Orton créé un empire en développant les services aux heures creuses et en absorbant de nombreuses compagnies rivales fragilisées par le conflit. En janvier 1867, il contraint la NYAP et la WAP à un accord sur le partage des coûts pour le nouveau câble transatlantique, assorti d'un engagement à ne pas favoriser d'autre opérateur télégraphique. Les deux agences de presse étaient hébergés par la Western Union après la guerre de Sécession et leurs messages représentaient encore 15 % à 20 % de son activité. William Orton s'est ensuite concentré sur les messages courts, en particulier ceux des marchés financiers, pour lesquels il a acheté  une compagnie nommée "Gold and Stock Telegraph Company". Le « National Telegraph Act » voté en 1866 se révèle sans efficacité, la Western Union devenant plus puissante que jamais dans la décennie qui suit.

### En 1876, la mort du premier correspondant de guerre, à Little Big Horn
Mark Kellogg est le premier correspondant d’AP mort au travail, le 25 juin 1876, pendant la bataille de Little Big Horn, gagnée  par les chefs sioux Sitting Bull et Crazy Horse. En pleine guerre des Black Hills (collines noires), sur la « Frontière sauvage », il avait rejoint l'ex-colonel Clement A. Lounsberry pour lancer le journal Bismarck Tribune à Bismarck, une petite ville fondée par la compagnie des chemins de fer Northern Pacific Railway pour héberger des immigrés allemands.
Le colonel Clement A. Lounsberry est accrédité par la New York Associated Press et le New York Herald pour accompagner son ami Custer. Mais sa femme tombe malade, et il doit céder sa place à son collègue Mark Kellogg, dont les militaires espèrent qu'il puisse raconter une victoire éclatante. La dernière de ses trois dépêches est envoyée neuf jours après la deuxième et quatre jours avant la bataille de Little Big Horn. Manquant de neutralité mais lucide, le texte affirme : « By the time this reaches you, we would have met and fought the red devils, with what result remains to be seen. I go with Custer and will be at the death », signifiant qu'il doit accompagner Custer « jusqu'à la mort ».
Le massacre sera révélé par l'Helena Herald, journal d'Andrew J. Fisk, un autre correspondant local de l'Associated Press, à Helena (Montana), petite ville située 400 kilomètres plus à l'ouest, jusqu'à laquelle un survivant a galopé. Grâce au télégraphe, le Bismarck Tribune peut en rendre compte le 6 juillet, douze jours après la bataille. Par le télégraphe aussi, James Gordon Bennett, patron du New York Herald, demande à Andrew J. Fisk de foncer vers le champ de bataille pour ramener des détails, qui seront publiés le 11 juillet dans le New York Herald, dix-sept jours après la plus sévère défaite de toute l'histoire de l'armée américaine. Le quotidien new-yorkais avait déjà publié un an plus tôt, de juillet à octobre 1875, une série de grandes enquêtes sur des commissions versées à Orvil Grant, le frère du président américain Ulysses S. Grant, dans une affaire de surfacturations sur les livraisons au 7e régiment de cavalerie de George A. Custer, sous la plume de Ralph Meeker, grâce à l'aide discrète du Bismarck Tribune.

### Nouveaux problèmes de neutralité après 1876 pour l'AP de New York
Dans les années 1870 et 1880, pas moins de 75 propositions de loi seront déposées au congrès fédéral pour créer un service public d'État du télégraphe comme en Angleterre. Le « National Telegraph Act » de 1866 est en effet insuffisant pour lancer des poursuites judiciaires, malgré l'amendement Butler de 1879,. En 1875, la New York Associated Press (NYAP) obtient du gouvernement de pouvoir louer les premières lignes télégraphiques affectées exclusivement aux transmissions de dépêches d'actualité. Ce circuit de 362 kilomètres, entre New York et trois autres villes, permet de diffuser plus de nouvelles à moindre coût. Les sociétés télégraphiques, menées par la Western Union, souhaitaient au contraire limiter le service à des messages très courts. Dans une lettre du 9 juin 1876 à la NYAP, William Orton, patron de la Western Union lui suggère de ne pas trop désavantager les autres journaux, tandis que son successeur Norvin Green, s'inquiète de l'effet négatif sur l'opinion publique du refus de fixer un tarif unique, envisageant même de créer sa propre agence de presse.
Reconnaissante envers le gouvernement, la NYAP diffuse largement dans tout le pays les discours du candidat républicain Rutherford Birchard Hayes lors de l'élection présidentielle américaine de 1876, tandis que les interventions des Démocrates sont plutôt ignorées. Ce défaut de neutralité entraîne cependant assez vite trois gros problèmes pour la NYAP :
- Il est exploité par le concurrent, la Western Associated Press, dans les bastions démocrates des Grands Lacs ;
- Il suscite la création de cinq autres AP régionales, de 1877 à 1882, en particulier au Texas et en Californie. Elles se reposent principalement sur celle de Chicago. Il y a aussi la Southern Associated Press[51] de William Pritchard, éditeur de l'Augusta Constitutionalist, basé à Montgomery, le siège de la confédération sudiste[52], regroupant 44 journaux du sud[53], fondée par John S. Trasher, fervent partisan de l'esclavage qui dirige l'association de la presse confédérée. Critique de William Pritchard, il récupère les clients de la Southern Associated Press[54].
- En 1882 se forme une fédération nationale, la United Press (association), concurrençant les sept AP, qui sont censées échanger leurs nouvelles, mais sans le faire assez, plusieurs journaux refusant même de partager leurs informations avec leurs concurrents locaux.

La floraison d'agences américaines concurrentes inspire la France pour ses lois sur le télégraphe de 1878, qui voient Havas concurrencée par l'Association de la presse républicaine départementale (1879) puis par l'Agence télégraphique républicaine (1883).

### En 1892, la révélation d'une entente consacre la victoire de Chicago contre New York
L'Associated Press, dans sa forme actuelle, est née de la conjonction de quatre événements en 1892 :
- L'arrivée d'une nouvelle génération à l'AP de Chicago ;
- Le pari réussi de cette génération sur l'actualité internationale ;
- Ses révélations sur une entente entre deux autres agences (NYAP et UP) ;
- Et finalement, la fusion de toutes les AP régionales.

En effet, dès la fin des années 1880, des investigations sont lancées par Victor Lawson, patron du Chicago Daily News, fondé en 1872 par Melville Stone, également à l'origine de la création de la Western Associated Press (WAP). En 1892, ces investigations révèlent que la New York Associated Press a passé des accords secrets d'entente commerciale avec sa concurrente la United Press (association).
Cette entente commerciale provenait des liens tissés avec l'opérateur de télégraphe, la Western Union, dont le président Jay Gould avait recruté en 1881 William Henry Smith, le patron de la Western Associated Press, pour créer une troisième agence de presse, codétenue par les deux autres et la Western Union. Le projet avait échoué dès l'année suivante en raison de l'opposition de la New York Associated Press, mais il a servi à faire pression sur les clients dans la négociation des tarifs.
Furieux de l'échec, William Henry Smith avait obtenu le limogeage du directeur de New York Associated Press et repris sa place au sein de la Western Union. Dix ans après, la création de la United Press (association), avait donné à la New York Associated Press l'espoir de regagner sa position de leader par une entente commerciale avec la nouvelle venue.
La « jeune garde » de Chicago, à l'origine de l'enquête sur cette entente commerciale, prend le pouvoir au sein de la Western Associated Press, rebaptisée « Associated Press » car devenue une agence nationale basée à Chicago, dans laquelle se fond une grande partie de la United Press (association) ainsi que d'autres Associated Press régionales. Même les dirigeants de la New York Associated Press, plus âgés, préfèrent s’effacer une fois révélé le scandale. La New York Associated Press rejoint elle aussi la nouvelle AP en 1892 et se dissout.
L'un des meneurs de cette « jeune garde » de Chicago est Melville Stone. Son Chicago Daily News fut l'un des premiers journaux américains à investir dans un réseau de correspondants à l'étranger et à populariser dans le grand public les nouvelles internationales, en particulier tout ce qui vient d'Europe et d'Amérique du Sud. Il devient en 1893 directeur général de la Western Associated Press, rebaptisée « Associated Press », pour intégrer toutes les AP régionales. Les restes de la United Press (association) sont repris en 1897 par Walter P. Phillips, inventeur du Code Phillips, pour le télégraphe, puis transformée en 1907 en United Press, pilier de l'Empire de presse Scripps-Howard.

## LeXXesiècle

### La justice déclare le statut de coopérative en 1900
Les intrigues des journaux membres d'AP pour en exclure leurs concurrents locaux se poursuivent. En 1898, le quotidien Inter Ocean, membre de la Western Associated Press depuis 1865, est exclu, au motif qu’il reçoit des nouvelles d’une autre agence de presse. Il se défend par une action en justice.
La Cour suprême de l'Illinois, par une décision de 1900: l'Arrêt Inter Ocean Publishing contre Associated Press, annule l'exclusion du quotidien Inter Ocean, jugée illégale, et statue sur le fait qu’AP est une coopérative et un service public. Cette décision de justice amène AP à déménager pour l’État de New York, où le droit des sociétés est plus favorable aux coopératives, mais doit respecter l'esprit de cette décision. Le modèle économique en sort renforcé: AP n'a plus le droit de refuser des membres et va donc chercher à en avoir le plus possible, pour mieux mutualiser ses coûts.

### Un développement international accéléré entre 1901 et 1903
Le retour offensif des anglais dans la guerre des boers est le principal sujet qui occupe les journaux au début de 1900, en Europe mais aussi en Amérique. Reuters alimente le monde en informations sur le conflit. Au même moment, la Chine vit la révolte des Boxers, dans la province du Tche-Li, englobant Pékin. Des centaines de milliers de boxers se préparent à des massacres, sans en être empêchés par l'impératrice Cixi. La répression de l'Alliance des huit nations arrive tard. La soif d'informations internationale incite AP, qui sert un tiers des 2000 journaux américains, à se développer.
L'Alliance entre agences de presse de 1902 lui donne le droit de couvrir les Philippines, Cuba, Hawaï et Porto Rico comme des territoires exclusifs. En 1903, les Américains posent un câble télégraphique de 14 000 kilomètres qui leur permet de diffuser la première dépêche à faire le tour de la terre, en seulement neuf minutes. Entre 1901 et 1903, AP installe par ailleurs quatre bureaux en Europe, à Londres, Berlin, Rome, Paris alors qu'elle ne disposait jusque-là que d'un correspondant à Londres. Le Pdg Melville Stone négocie leur installation directement avec les chefs d'État. AP dispose « d'une puissance formidable avec laquelle il nous faut compter, ses ambitions sont très vastes », écrit en 1902 Henry Houssaye, patron d'Havas, à son associé Herbert de Reuter.

### La concurrence de deux géants américains, Hearts et Scripps

Salle de presse de United Press, New York (1922)

De plus en plus riche en contenu et meilleur marché, la presse américaine connaît à la fin du XXe siècle une très forte croissance, qui attire les entrepreneurs souhaitant imiter le modèle AP:
- Edward Willis Scripps fonde en 1907 la United Press, future United Press International, menée par Roy W. Howard[61].
- William Randolph Hearst créé à son tour, en 1909, l’International News Service (INS).

Entre 1915 et 1917, les trois premières agences de presse américaines, AP, United Press et International News Service, ont respectivement 908, 625 et 400 clients aux États-Unis. La Première Guerre mondiale va affaiblir la plus petite des trois. En octobre 1916, la France et l’Angleterre reprochent à William Randolph Hearst son manque de neutralité car il fait ouvertement campagne contre l’entrée en guerre des États-Unis. Elles décident de refuser à son agence, l'International News Service (INS), l’accès aux liaisons par câble transatlantique. Un peu plus tôt le Harper's Weekly avait enquêté pour accuser INS d’avoir de faux correspondants en Europe, et de fabriquer de faux reportages à partir de nouvelles de l’Associated Press. William Randolph Hearst n’avait pas répondu à ces accusations.
L'Associated Press lui fait un procès et gagne en 1918, ce qui assure un premier droit d’auteur aux journalistes américains. Dans un arrêt de 1918 resté célèbre, l'Arrêt International News Service contre Associated Press, la Cour suprême  estime que "le coût du service  (la recherche de l'information) serait prohibitif si la récompense (sous forme de protection) devait être aussi limitée". La décision est prise par cinq voix contre trois, le neuvième juré, John Clark, actionnaire d'un journal, n'ayant pas pris part au vote pour ne pas créer de conflit d'intérêts.
L’Associated Press critique aussi vertement les méthodes de son autre concurrent américain, la United Press. En réponse, le président de celle-ci, Karl Bickel, lors du 20e anniversaire de la création de la société, décrit l’Associated Press comme une « expérience socialiste ».

### L'ère Melville Stone, trois décennies pour creuser l'écart
Melville Stone fonde en 1875 le Chicago Daily News, l'un des premiers quotidiens américains à investir à l'étranger. Directeur d'AP de 1893 à 1921, il promeut les standards de fiabilité, d’impartialité et d’intégrité de l'agence. D'américaine, AP devient mondiale. Melville Stone se montre très ouvert aux autres pays et cultures. La Société des gens de lettres française reconnaît sa « fidèle et vigilante sympathie pour la France ». Grâce à ses bonnes relations avec les hommes d'État européens, il obtient des facilités de transmission. Le télétype permettant de taper à la machine les dépêches à distance est installé en 1914. La transmission de photo par câble sera disponible en 1935, peu avant la Guerre civile espagnole. En 1919, AP rompt les accords avec un « cartel européen » qui réclamait un droit d'exclusivité sur la distribution d'informations en Amérique latine et commence à fournir ses informations directement aux médias étrangers.
L'Alliance entre agences de presse de 1902, déjà plus favorable à AP, n'est plus jugée adaptée à la situation après la première guerre mondiale, car les territoires des vaincus, les agences allemande et austro-hongroise, sont en friche. Reuters et Havas sont par ailleurs discréditées par une censure trop voyante durant le conflit militaire. Melville Stone grignote les territoires de Reuters dans les pays anglophones, même s'il se heurte à de nouveaux concurrents locaux. Sa percée et le recul de Reuters ouvrent la voie à l'Accord du 26 août 1927 sur l'information, qui met fin au cartel des agences.

### La TSF, formidable vecteur de développement

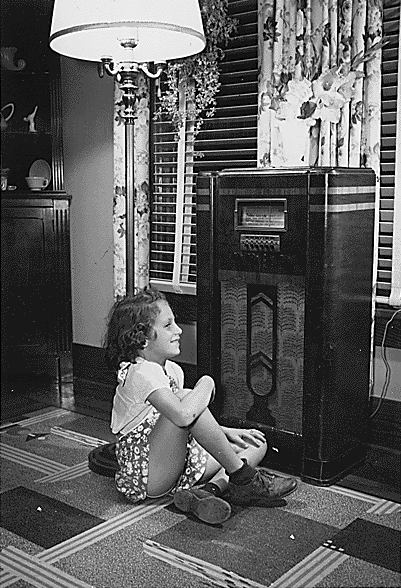
La TSF familiale

En 1920, les premiers programmes quotidiens de radiodiffusion débutent en Angleterre (Marconi company) et aux États-Unis, en particulier à Washington, D.C. (KDKA) et Pittsburgh, tandis que Radio Tour Eiffel diffuse un premier concert avec un émetteur de 900 W à la longueur d'onde de 2 650 m. Les informations de l'AP sont diffusées par radio dès 1920, ce qui permet de contourner les réseaux télégraphiques et ainsi renforcer la concurrence, base de la vocation d'Agence de presse mondiale et généraliste d'AP. Par ailleurs, des centaines de radios locales vont progressivement pouvoir diffuser des nouvelles fraîches, plus vite que les quotidiens. En 1921, pour la première fois, la coopérative AP diffuse un article signé de son rédacteur, à la demande de plusieurs journaux, qui veulent pouvoir insérer un article complet, signé, dans leurs colonnes.

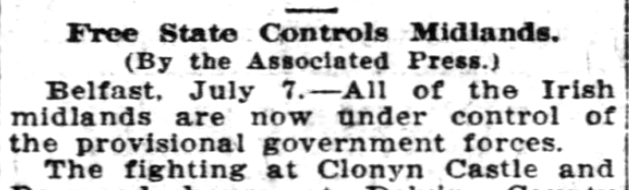
Byline typique du Associated Press. Ici, un exemple du 7 juillet 1922. "L'État libre (d'Irlande) contrôle les Midlands"

Kent Cooper succède à Melville Stone à la présidence, de 1925 à 1948. Il développe un réseau de bureaux en Amérique du Sud et en Europe, puis au Moyen-Orient à partir de 1948. Symbole de la vocation d'Agence de presse mondiale et généraliste, en 1938, le Mahatma Gandhi, est accueilli à minuit à sa sortie de prison par le correspondant de l'AP Jim Mills. L'ayant reconnu, il lui déclare avec ironie : « Je suppose que lorsque j'arriverai aux portes du Paradis, la première personne que je rencontrerai sera un correspondant de l'Associated Press. »

### L'AP et l'Allemagne entre 1935 et 1941
L'AP a été le seul média étranger accrédité en Allemagne entre 1935 et 1941, s'étant soumise à la loi sur la liberté de la presse de 1934. L'historienne allemande Harriet Scharnberg dénonce la publication d'articles inspirés par la doctrine nationale-socialiste, et révèle qu'un des photographes de l'agence, Franz Roth, dépendait du ministre de la propagande, Joseph Goebbels.

### Années 1960: la concurrence de Reuters en Amérique
Après la seconde guerre mondiale, Reuters devient un concurrent très agressif pour AP, après avoir créé le Reuters Trust pour garantir son indépendance et avoir réuni à son capital la Press Association (journaux anglais de province), l'Association des propriétaires de journaux britanniques (presse londonienne) et les grands quotidiens du Commonwealth. L'Agence britannique utilise les matières premières puis la finance pour s'attaquer à la clientèle internationale et américaine d'AP.
Reuters profite d'abord du succès de son Comtelburo dans les matières premières, y compris sur les terres américaines d'AP. Puis elle s'associe en 1963 avec la petite société américaine Ultronics Systems, qui vend aux financiers le Stockmaster, ancêtre d'Internet, diffusant les cours de bourse à distance, via le téléphone sur un mini-boitier. En plus des informations européennes, Reuters propose aux clients américains du Stockmaster, directement, ses propres informations sur les États-Unis, économiques, mais aussi générales, en y embauchant des reporters à partir de 1967. La même année, l'accord d'échange de nouvelles de Reuters avec Associated Press et Dow Jones and Company est résilié.

### Information financière: courir après Reuters et se faire doubler par Bloomberg
En 1985, après vingt années de succès du concurrent Reuters dans l'information financière, AP contre-attaque : Dow Jones and Company, son associé pour l'information économique, prend 32 % du capital du diffuseur d'info financière Telerate, pour 285 millions de dollars, puis réinvestit 415 millions de dollars en septembre 1987 pour monter à 56 %, puis encore 148 millions de dollars l'année suivante pour monter à 67 %.
Cependant, une partie des besoins des financiers utilisant les services Reuters ou Telerate sont négligés. Dès le début des années 1990, un troisième larron, l'agence d'informations financières Bloomberg LP, affiche une très forte croissance, grâce à des produits permettant une plus grande profondeur d'analyse, en particulier les bases de données. Telerate est alors peu à peu marginalisée. Ses services sont intégrés à ceux de Dow Jones, au sein de la filiale Dow Jones Newswires.

### L'aventure d'APTV
En 1994, la coopérative lance APTV, une agence mondiale d'informations audiovisuelles, dont la filiale Sport, SNTV, a dès 1999 environ 330 abonnés dans le monde. Grâce à la base de clientèle que constituent les centaines de télévisions locales opérant aux États-Unis, le chiffre d'affaires de cette nouvelle filiale est multipliée par cinq en 1996, l'année du réel décollage de l'activité télévision, qui se solde par une perte de 19,7 millions de dollars, facilement absorbée car la coopérative a un endettement modeste, de seulement 44 millions de dollars. Puis AP revient à l'équilibre et créée en 1999 une nouvelle société, AP Television News (APTN), qui devient progressivement le premier fournisseur d'informations audiovisuelles au monde.

## Liste des directeurs généraux de l'Associated Press
- Alexander Jones (1848-1851)
- Daniel H. Craig (1851-1856)
- James W. Simonton (1866-1883)
- William Henry Smith (1883-1893)
- Melville Stone (1893-1921)
- Frederick Roy Martin (1921-1925)
- Kent Cooper (1925-1948)
- Frank J. Starzel (1948-1962)
- Wes Gallagher (1962-1976)
- Keith Fuller (1976-1984)
- Louis Boccardi (1984-2003)
- Tom Curley, depuis 2003